# 第一特别作战局 (缅甸陆军)
第一特别作战局，简称第一特战局，是隶属于缅甸陆军的指挥单位，负责印缅边境和克钦邦方面作战，下辖北部军区、西北军区和中央军区。该单位成立于1978年4月28日。

## 历任局长
1. 吞里将军
2. 拉乌将军
3. 盛昂中将
4. 昂推中将
5. 翁敏中将
6. 耶敏中将
7. 达埃中将
8. 敏梭中将
9. 吞吞南（英语：Tun Tun Naung）中将[2]
10. 戴萨觉中将
11. 哥哥乌中将（现任）